# Maestoso
Маэсто́зо (итал. Maestoso, [ma.eˈstoːzo], с итал. — «величественно, торжественно, возвышенно») — музыкальный термин итальянского происхождения.
Поставленный самостоятельно, обозначает медленный темп, средний между sostenuto и affettuoso; прибавленный к другому обозначению темпа, не меняет его скорости, требуя только величественного характера исполнения (напр. adagio maestoso, allegro maestoso). Впрочем, «в сочетании с обозначением быстрого темпа указание maestoso действует замедляюще». Используется, например, в первых частях концерта для фортепиано с оркестром № 21 Моцарта и 9-й симфонии Бетховена.